# S7-Airlines-Flug 778
Der S7-Airlines-Flug 778 (Flugnummer IATA: S7778, ICAO: SBI778, Funkrufzeichen: SIBERIAN 778) war ein inländischer Linienflug der S7 Airlines zwischen dem Flughafen Moskau-Domodedowo und dem Flughafen Irkutsk. Am 9. Juli 2006 überrollte der an diesem Tag auf diesem Flug eingesetzte Airbus A310-324 mit dem Luftfahrzeugkennzeichen F-OGYP das Landebahnende des Zielflughafens und geriet in Brand, wobei 125 der 203 an Bord befindlichen Menschen starben.

## Maschine

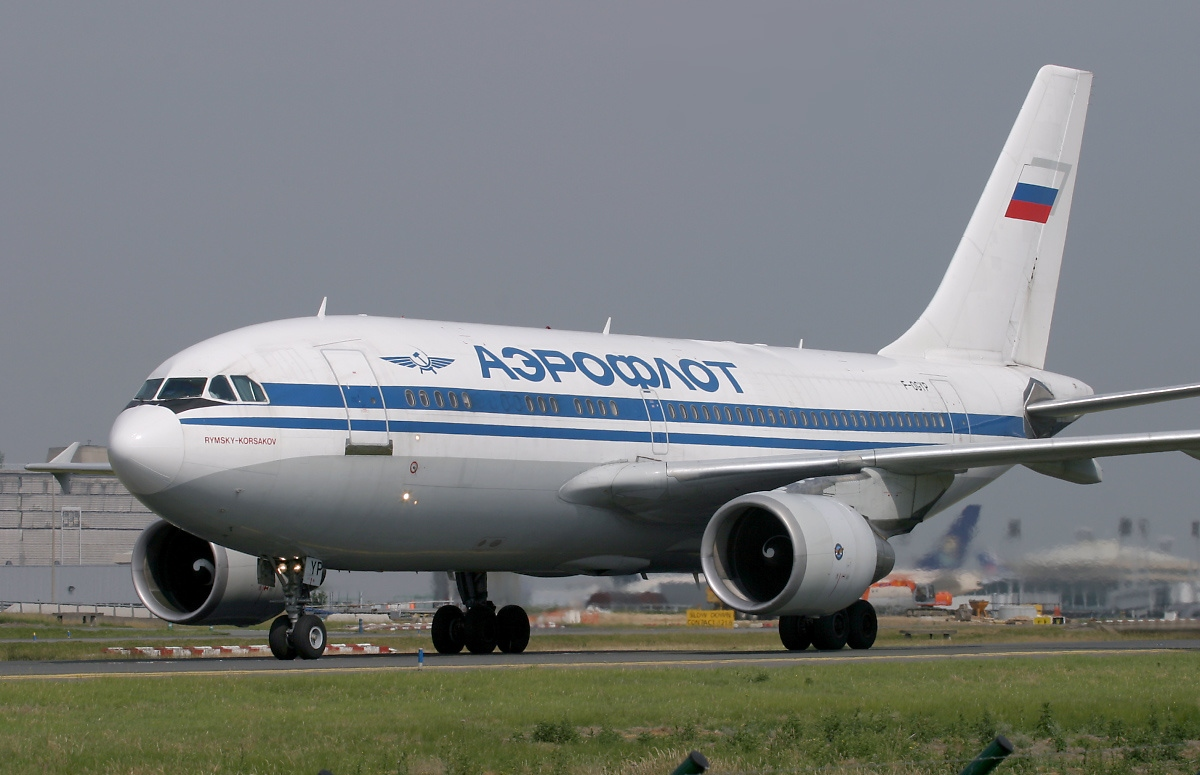
Die betroffene Maschine während ihrer Betriebszeit bei der Aeroflot im Jahr 2003

Bei dem betroffenen Flugzeug handelte es sich um einen Airbus A310-324 mit der Werknummer 442, der zum Zeitpunkt des Unfalls 19 Jahre und 3 Monate alt war. Die Maschine wurde im Airbus-Werk Clément Adler am Flughafen Toulouse-Blagnac endmontiert. Das Flugzeug absolvierte seinen Erstflug am 3. April 1987. Die Maschine war ursprünglich für die KLM Royal Dutch Airlines vorgesehen, bei der sie mit dem Luftfahrzeugkennzeichen PH-AGN in Betrieb gehen sollte, wurde jedoch von dieser nicht übernommen. Am 17. Juni 1987 wurde die Maschine schließlich an die Pan American World Airways ausgeliefert, bei der sie mit dem Luftfahrzeugkennzeichen N812PA, der Flottennummer 812 und dem Taufnamen Clipper Freedom in Betrieb ging. Nach der Insolvenz der Pan Am im Jahr 1991 übernahm die Delta Air Lines als Eigentümer der insolventen Fluggesellschaft die Maschine und nahm sie mit der Flottennummer 022 in Betrieb. Im Mai 1995 nahm die Airbus Financial Service die Maschine zurück und ließ diese mit dem neuen Kennzeichen F-OGYP wieder zu. Am 9. August 1996 wurde die Maschine an die Aeroflot verleast, bei welcher der Airbus mit dem Taufnamen Rymsky-Korsakov in Betrieb ging. Der Leasingrückläufer kehrte zum 18. Oktober 2003 an die Airbus Financial Service zurück und wurde zum 18. Juni 2004 an die S7 Airlines verleast. Das zweistrahlige Langstrecken-Großraumflugzeug war mit zwei Turbojettriebwerken des Typs Pratt & Whitney PW4152 ausgestattet. Bis zu dem Unfall hatte der Airbus eine Gesamtbetriebsleistung von 59.865 Betriebsstunden absolviert, die auf 12.550 Starts und Landungen entfielen.

## Passagiere und Besatzung
Den Flug vom Flughafen Moskau-Domodedowo zum Flughafen Irkutsk hatten 195 Passagiere angetreten. Es befand sich eine achtköpfige Besatzung an Bord der Maschine, bestehend aus einem Flugkapitän, einem Ersten Offizier und sechs Flugbegleitern. Flugkapitän war der 45-jährige Sergej Gennadjewitsch Schibanow, der der Fluggesellschaft seit Juni 2005 angehörte. Schibanow verfügte über 10.611 Stunden Flugerfahrung, von denen er 1.056 Stunden im Cockpit des Airbus A310 absolviert hatte. Erster Offizier war der 48-jährige Wladimir Grigorjetwitsch Tschernik, dieser verfügte über 9.971 Stunden Flugerfahrung, darunter 158 mit dem Airbus A310. Es befanden sich 195 Passagiere an Bord, darunter 181 Russen und 14 Ausländer. Die gesamte Besatzung hatte die russische Staatsangehörigkeit. Ein Großteil der Passagiere reiste zum Baikalsee, um dort die Ferien zu verbringen, es befanden sich viele Kinder an Bord. Zwei an Bord befindliche polnische Staatsbürger befanden sich auf einer Reise, die nach einem Umstieg in Irkutsk in die Mongolei führen sollte.
| Staatsangehörigkeit | Passagiere | Besatzung | Gesamt |
| ------------------- | ---------- | --------- | ------ |
| Russland            | 181        | 8         | 189    |
| Deutschland         | 3          | -         | 3      |
| Volksrepublik China | 3          | -         | 3      |
| Belarus             | 3          | -         | 3      |
| Polen               | 2          | -         | 2      |
| Moldau              | 2          | -         | 2      |
| Aserbaidschan       | 1          | -         | 1      |
| Gesamt              | 195        | 8         | 203    |

## Wetter
Zum Unfallzeitpunkt herrschten im Umfeld des Flughafens Irkutsk leichter Regen, Cumulonimbuswolken und Gewitter, die Wolkendecke befand sich in 600 Fuß Höhe. Die Wetterverhältnisse waren durch einen Zyklon in der Region um Ulan-Bator beeinflusst, welcher eine Kältefront über die Region Irkutsk brachte.

## Unfallhergang
Die Maschine startete am Abend des 8. Juli 2006 vom Flughafen Moskau-Domodedowo zum etwa fünfeinhalbstündigen Inlandslinienflug nach Irkutsk. Der Start erfolgte um 21:17 Uhr Moskauer Zeit, die Maschine hatte beim Abflug gegenüber dem Zeitplan zwei Minuten Verspätung. Der Flug verlief bis zum Beginn des Anflugs auf Irkutsk am 9. Juli um 7:17 Uhr morgens (Ortszeit; 2:17 Uhr Moskauer Zeit) ohne besondere Vorkommnisse. Um 7:38 Uhr wurde die Freigabe zur Landung auf Landebahn 30 erteilt. Nachdem die Maschine durch die Wolkendecke geflogen war und die Piloten Sichtkontakt mit der Landebahn aufgenommen hatten, betätigte der Kapitän das Höhenruder für ein Pitch-Down-Manöver, was zu einem kurzen Geschwindigkeitsanstieg führte und eine kurze „SINK RATE“-Warnung des Ground Proximity Warning Systems auslöste. Um 7:43 Uhr wurde der Autopilot abgeschaltet, zwei Sekunden darauf die Schubautomatik. 7:43:40 Uhr setzte der Pilot die Maschine mit einer Geschwindigkeit von 132 Knoten (ca. 244 km/h) auf der Landebahn 30 des Flughafens Irkutsk auf und fuhr daraufhin die Schubumkehr des rechten Triebwerks in den Leerlauf. Drei Sekunden später stellte er die Schubumkehr dieses Triebwerks auf maximalen Umkehrschub. Die Schubumkehr des linken Triebwerks wurde während des Landevorgangs nicht betätigt. Während die Maschine die Landebahn entlangrollte, wurde der Bremsvorgang plötzlich unterbrochen und der Airbus begann wieder zu beschleunigen, da das linke Triebwerk einen Vorwärtsschub erzeugte, welcher die Piloten, welche gerade versuchten, den Airbus zum Stehen zu bringen, verwirrte. Die Maschine überrollte das Ende der Landebahn und durchschlug mit einer Geschwindigkeit von 180 km/h die Außenmauer des Flughafens, ehe sie mit einer Geschwindigkeit von knapp 100 km/h mit insgesamt 20 Garagen zusammenstieß, wobei die Bugsektion zerstört, die linke Tragfläche abgerissen wurde und die Maschine in Flammen aufging.

## Nach dem Aufprall
Nachdem die Maschine zum Stehen gekommen war, öffnete eine Flugbegleiterin, die im Heckteil gesessen hatte, den Notausstieg und versuchte, die Notrutsche auszulösen, welche jedoch versagte. Die Insassen sprangen daraufhin durch den Notausgang aus einer Höhe von drei bis viereinhalb Metern ins Freie, wobei viele von ihnen auf Wrackteilen aufschlugen und sich dabei ihre Arme und Beine brachen. Als die Rettungsmannschaften am Unfallort eintrafen, befanden sich die meisten Insassen im Inneren der Maschine, einige von ihnen hatten bis dahin nur geringe Verletzungen erlitten. Fast neun Minuten nach dem Aufprall ereignete sich eine gewaltige Explosion, durch die der Flugzeugrumpf in Flammen gehüllt wurde, wobei die verbliebenen Insassen starben.

## Ursache
Der Unfall wurde durch ein kooperierendes Ermittlerteam aus Ermittlern des Zwischenstaatlichen Luftfahrtkomitees sowie des Bureau d’Enquêtes et d’Analyses pour la sécurité de l’aviation civile untersucht. Im Zuge der Unfalluntersuchung wurde festgestellt, dass die Maschine nach dem vorangegangenen Flug mit sechs technischen Defekten entsprechend der Mindestausrüstungsliste abgestellt wurde. Zu den Defekten habe eine deaktivierte linke Schubumkehr gehört. Die letzten beiden Flüge waren mit einer deaktivierten Schubumkehr des rechten Triebwerks durchgeführt worden.
Es stellte sich heraus, dass unkontrollierte Handlungen der Piloten den Unfall maßgeblich verursacht hatten. Während der Flugkapitän unmittelbar nach dem Aufsetzen die Schubumkehr des rechten Triebwerks aktivierte, hatte er den Schubhebel des linken Triebwerks, dessen Schubumkehr deaktiviert war, versehentlich und unkontrolliert in den Startschub gefahren. Dies führte zu einem Leistungsanstieg am Triebwerk und zu einer Geschwindigkeitszunahme. Indem der Erste Offizier die Geschwindigkeit weder beobachtete noch ausrief, war es der Besatzung unmöglich, entsprechende Handlungen vorzunehmen, um den bevorstehenden Unfall abzuwenden. Zu solchen Handlungen hätte ein Zurückfahren des Schubhebels für das linke Triebwerk oder ein Herunterfahren der Triebwerke gehört. Die Ermittler kamen zu dem Ergebnis, dass den Piloten grundsätzlich ausreichend Zeit zur Verfügung gestanden hätte, um die vorliegende Situation zu erkennen und auf diese angemessen zu reagieren.

## Flugnummer
Entgegen der gängigen Praxis, Flugnummern von Unfallflügen mit Todesopfern einzustellen, wird der Flug der S7 Airlines auf derselben Route weiterhin unter der Flugnummer 778 durchgeführt, der Flug wird mittlerweile mit dem Airbus A320 bedient und hat eine Dauer von 5 Stunden und 45 Minuten.